# Molenhoek (Mook en Middelaar, Heumen)
Molenhoek (limb. De Meulenhoek) – wieś w Holandii. Część miejscowości znajduje się w gminie Heumen w prowincji Geldria, natomiast część w gminie Mook en Middelaar w prowincji Limburgia. W 2013 roku miejscowość liczyła 7827 mieszkańców.